# Addison (Vermont)
Addison – miasto w Stanach Zjednoczonych, w stanie Vermont, w hrabstwie Addison.